# Daghestan
La république du Daghestan (en russe : Республика Дагестан, Respoublika Daguestan) est une république russe fédérée, selon la traduction officielle un sujet de la fédération de Russie. Il existe également les graphies Daguestan (favorisée par le dictionnaire Larousse) ou Dagestan (comme en anglais). Il s'agit de la première des républiques de Ciscaucasie, aussi bien pour sa superficie que par sa population.

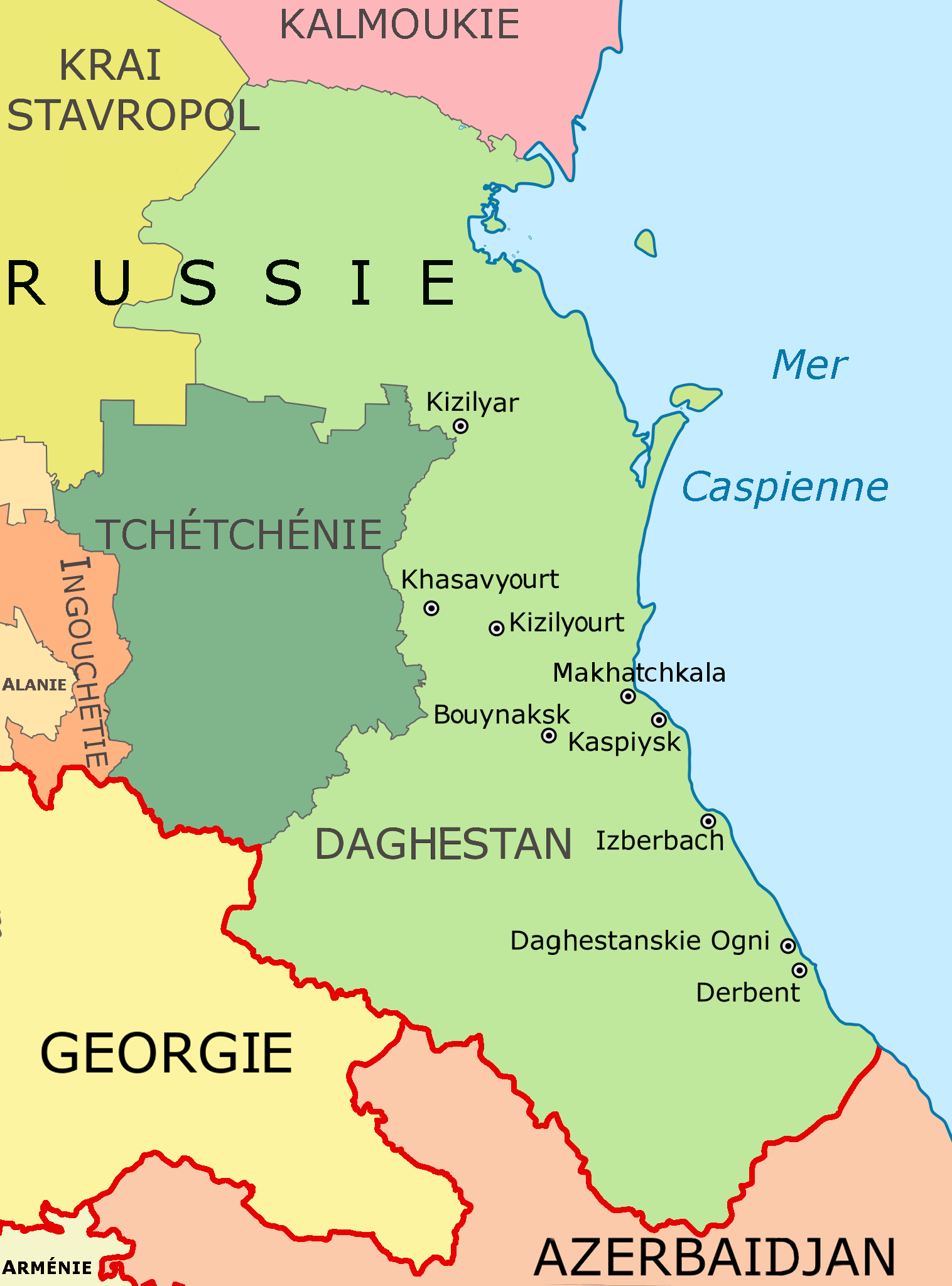
Carte du Daghestan.

Carte topographique du Daghestan.

## Géographie

### Situation
Le Daghestan est situé dans les montagnes du Caucase du Nord-Est. La république s'étend sur 50 270 km2. C'est la partie la plus au sud de la Russie. Dans le Caucase, le Daghestan occupe essentiellement la partie orientale des hauts plateaux que prolonge, au nord, une plaine au climat semi-aride.
Le pays possède des frontières internes avec la Kalmoukie (au nord), la Tchétchénie (à l'ouest) et le kraï de Stavropol (au nord-ouest), ainsi que des frontières internationales avec la Géorgie (au sud-ouest) et l'Azerbaïdjan (au sud).

### Hydrographie
Le Daghestan comprend le bassin de plusieurs fleuves se jetant tous dans la mer Caspienne, dont le Kara-Koïssou, le Kouma, le Terek, le Samour, le Soulak et le Terek. La République compte 4 374 cours d'eau pour une longueur totale de 25 973 km, dont 4 095 cours d'eau de moins de 10 km pour une longueur de 18 493 km. Dans la République, seuls 278 cours d'eau mesurent plus de 10 km. Tous les principaux cours d'eau de la partie montagneuse du Daghestan sont alimentés par les glaciers du Caucase.
Les plus grands lacs du Daghestan sont situés dans les contreforts du Caucase et sont le résultat de barrages hydroélectriques : de Tchirkeïsk, Irganaïskoïe, Miatlinskoïe, Chiriourtovskoïe, et Guerguebilskoïe. Le plus grand réservoir d'eau des montagnes de tout le Caucase du Nord est le réservoir de Tchirkeïsk avec un volume total de 2,8 milliards de m3 et un volume utile de 1,3 milliard de m3. La superficie de son miroir d'eau est de 42 km2.

### Littoral
Le Daghestan est bordé par la mer Caspienne à l'est sur plus de 400 km.

### Montagnes
La majeure partie du territoire de la République est montagneuse. Les hautes montagnes du Caucase couvrent le sud, comme les monts du Samour. Le point culminant est le pic de Bazardüzü (4 466 m).

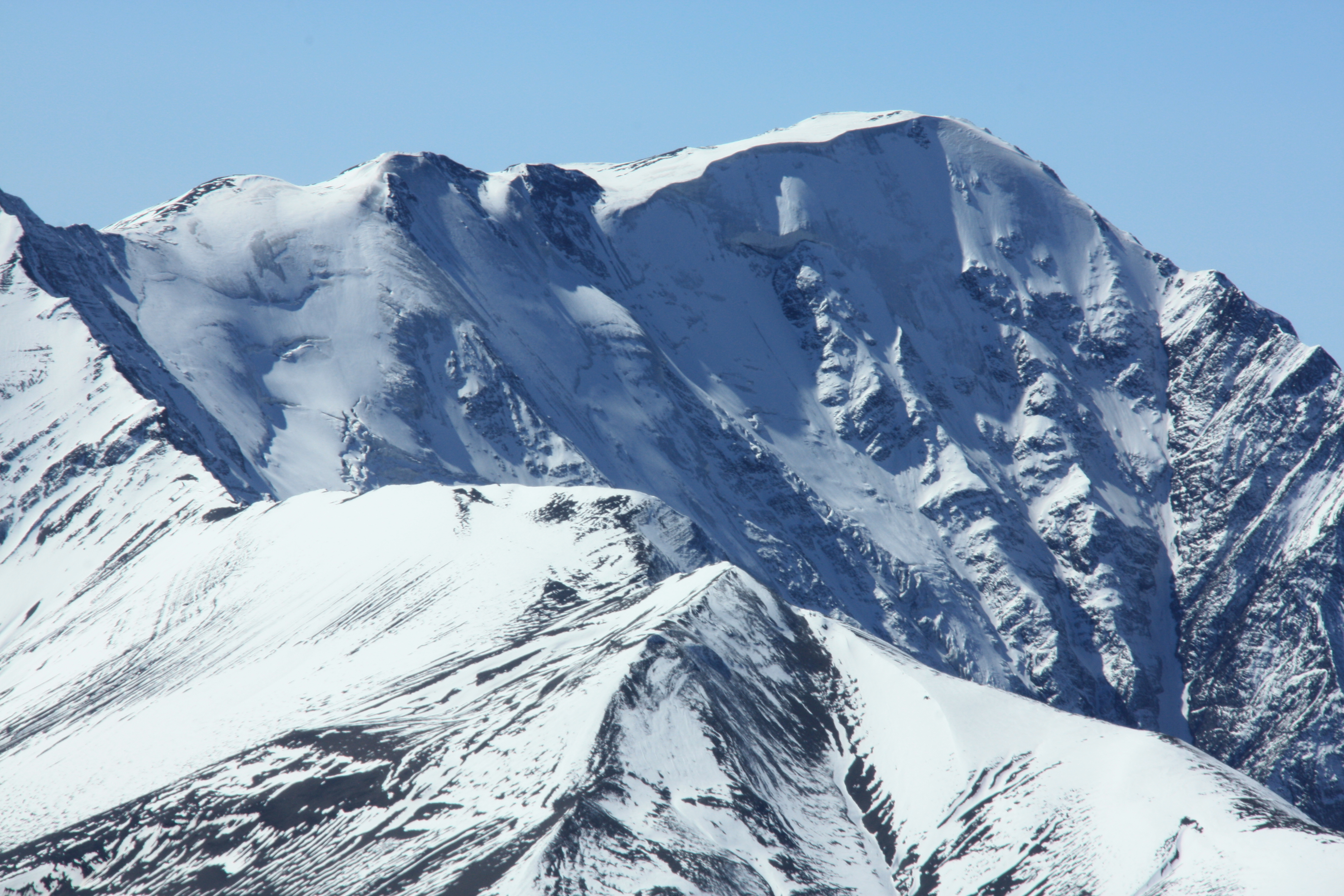
Le pic de Bazardüzü (4 466 m).
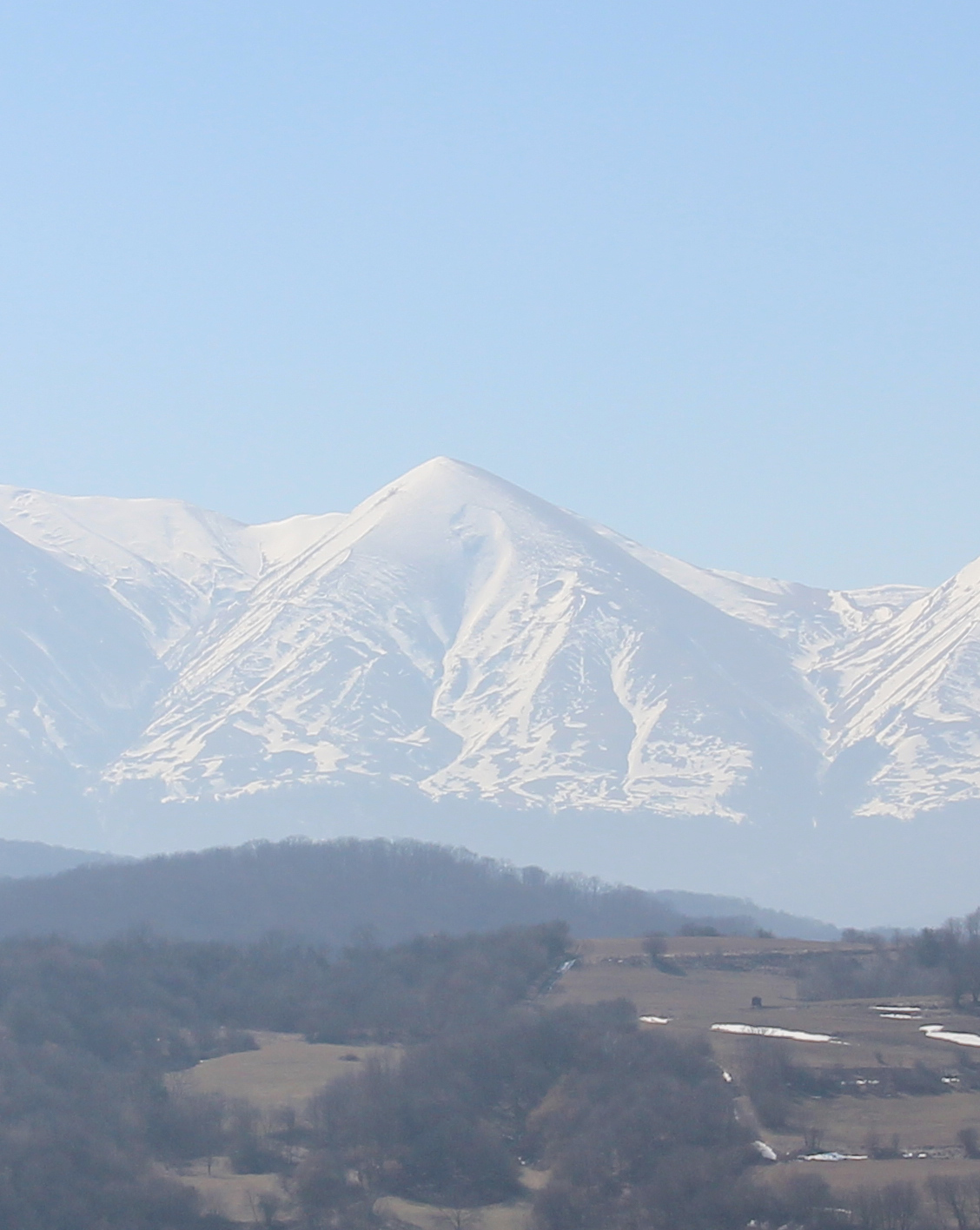
L'Albouri-Lam (2 177 m).
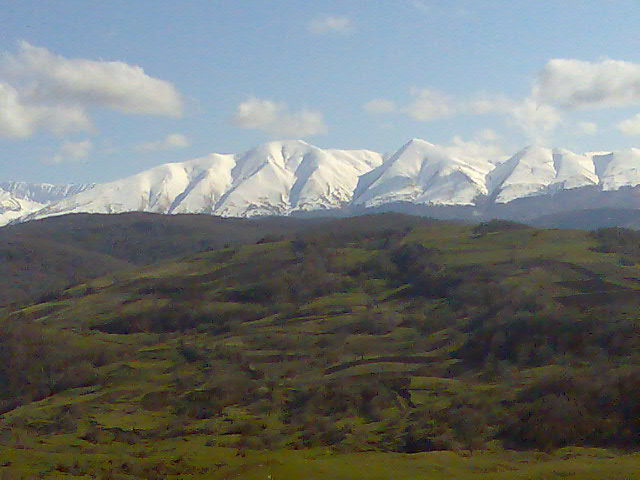
Montagnes de Yourt-Aoukh.

### Ressources naturelles
Le sol du Daghestan est riche en pétrole, gaz naturel et charbon. Il est aussi riche en gisements d'argent, d'argiles, de cobalt, de cuivre, de gypse, d'ocre, d'or, de plomb, de soufre, de zinc, etc.

### Climat
Le climat est chaud et sec en été, mais les hivers sont rudes dans les régions montagneuses.
- Température moyenne en janvier : +2 °C
- Température moyenne en juillet : +30 °C
- Précipitations annuelles moyennes : de 200 (plaines du Nord) à 800 mm (montagnes).

## Histoire

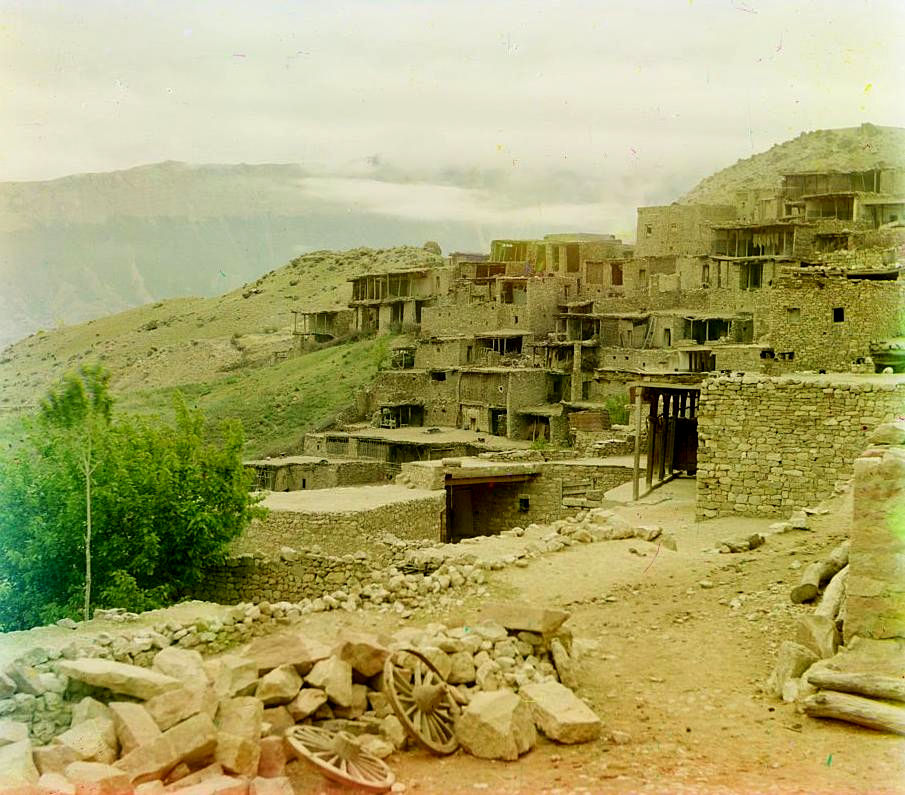
Village de Chamil, 1904.

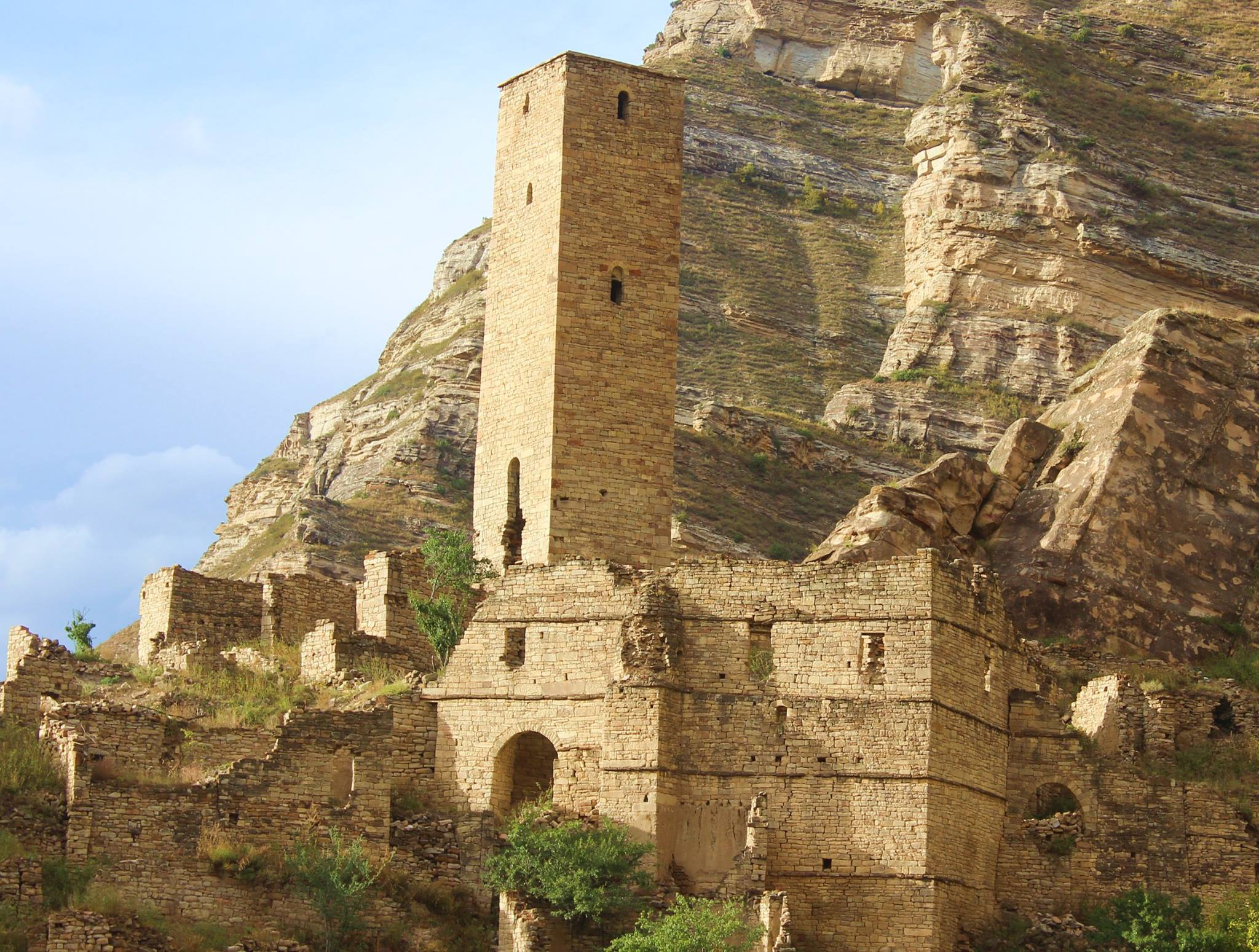
Village fortifié.

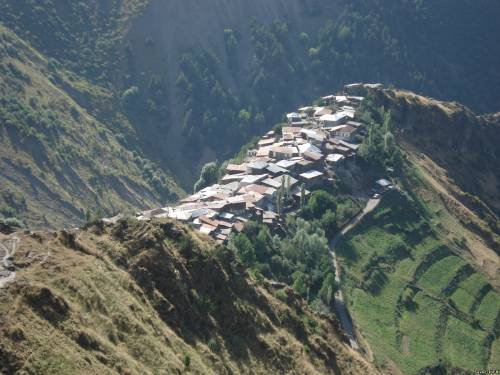
Village de Gelmets.

L'un des premiers habitats du Néolithique du Caucase a été trouvé dans l'est du Daghestan. Il est daté d'environ 8 000 ans. La continuité culturelle entre le mésolithique et le néolithique de la région suggère que ce dernier s'est diffusé essentiellement sans remplacement de population. Par la suite, la région voit l'arrivée de populations de langues indo-iraniennes au début du second millénaire avant J.C., les déplacements des groupes turcs bulgares et khazars vers le milieu du premier millénaire après J.C., et enfin l'arrivée des Turcs kipchaks à la fin du premier millénaire après J.-C..
Longtemps dans l'orbite perse, la région est progressivement islamisée à partir du VIIIe siècle. À la suite des conquêtes russes des XVIIIe et XIXe siècles, le Daghestan devient un oblast russe en 1860 avec Temir-Khan-Choura pour capitale.
Il est remplacé en 1921 par la république socialiste soviétique autonome du Daghestan dont la capitale est Makhatchkala. Le Daghestan est devenu une république de la fédération de Russie en 1991.
L'effondrement de l'URSS a porté un coup très dur à l'économie du Daghestan, les nouvelles frontières tracées au Sud coupant des routes commerciales très utilisées à l'époque soviétique. La production industrielle de Makhatchkala a été divisée par 2,7 entre 1991 et 1999, les secteurs les plus sinistrés étant l'armement, la pêche, l'agriculture et le tourisme.
En 1999, un groupe de fondamentalistes musulmans venant de Tchétchénie, sous le commandement de Chamil Bassaïev, ainsi que des convertis locaux, déclenchent au Daghestan une insurrection ratée. Cela presse la décision russe d'envahir la Tchétchénie plus tard dans l'année.
Le chef musulman Imam Chamil est originaire du Daghestan et de l'ethnie avare.
En raison des guerres de Tchétchénie, république russe frontalière en proie à plusieurs insurrections islamistes et indépendantistes, de nombreuses opérations antiterroristes ont secoué le Daghestan dont 85 % de la population est musulmane et majoritairement sunnite chafiite de tradition soufie. Entre 2010 et 2018, ces violences font près de 3 600 victimes au Daghestan ; en 2016, le Daghestan fournit au groupe État islamique son plus gros contingent russophone.
Néanmoins, le Daghestan n'a, contrairement à la Tchétchénie, jamais exprimé de velléités sécessionnistes, du fait notamment de sa population (une mosaïque d’une trentaine d’ethnies et de langues), qui a fait preuve d’unité face à la déstabilisation du pays par les militants tchétchènes.
L’économie exsangue du pays est largement dépendante des transferts budgétaires fédéraux de la Russie. Environ 70 % du budget annuel de la république sont alloués chaque année par Moscou. Pour ce qui concerne le volume de subventions fédérales, le Daghestan se situe ainsi à la première place des républiques russes en 2020, avec 814 millions d’euros.
En septembre 2022, à la suite de la mobilisation russe dans le cadre de la guerre russo-ukrainienne, des manifestations se tiennent à Makhatchkala, capitale du Daghestan. Selon différents médias locaux, des policiers ont tiré des coups de feu pour contrôler les manifestants. D'autres localités sont concernées par ces manifestations y compris dans les villages où les résidents ont essayé de bloquer des axes de circulation. Les femmes y sont particulièrement actives : « Nos enfants ne sont pas de l’engrais » ou « non à la guerre »,.

## Divisions administratives

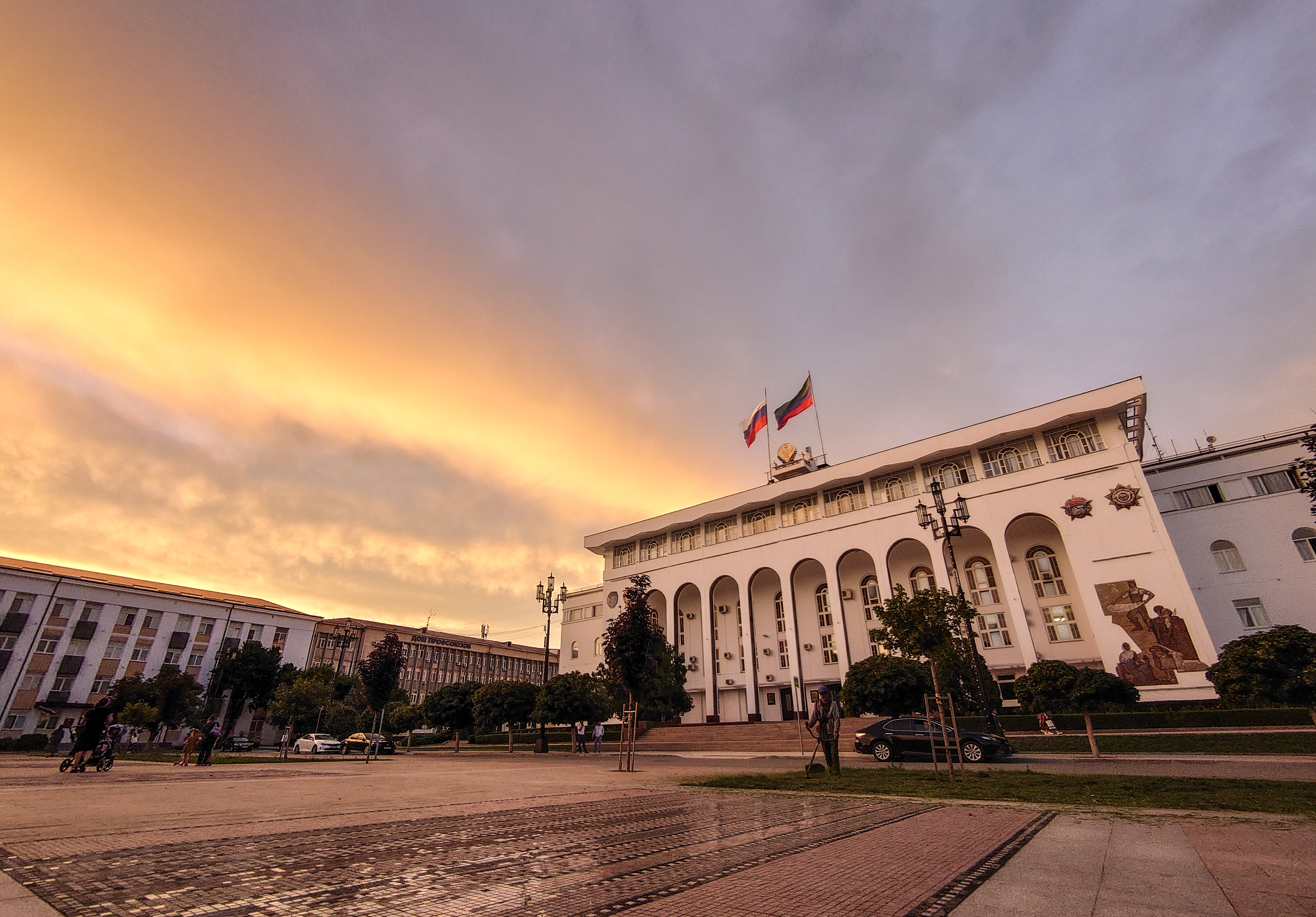
Siège du gouvernement de la république du Daghestan à Makhatchkala.

## Population et société
Le terrain montagneux rendant difficiles les voyages et les communications, le Daghestan est d'une diversité ethnique peu commune, et encore largement tribal. Contrairement aux autres parties de la Russie, la population du Daghestan augmente rapidement, notamment du fait de l'immigration et de son fort taux de natalité. La population du Daghestan est caractérisée par une diversité ethnique et linguistique particulièrement riche.

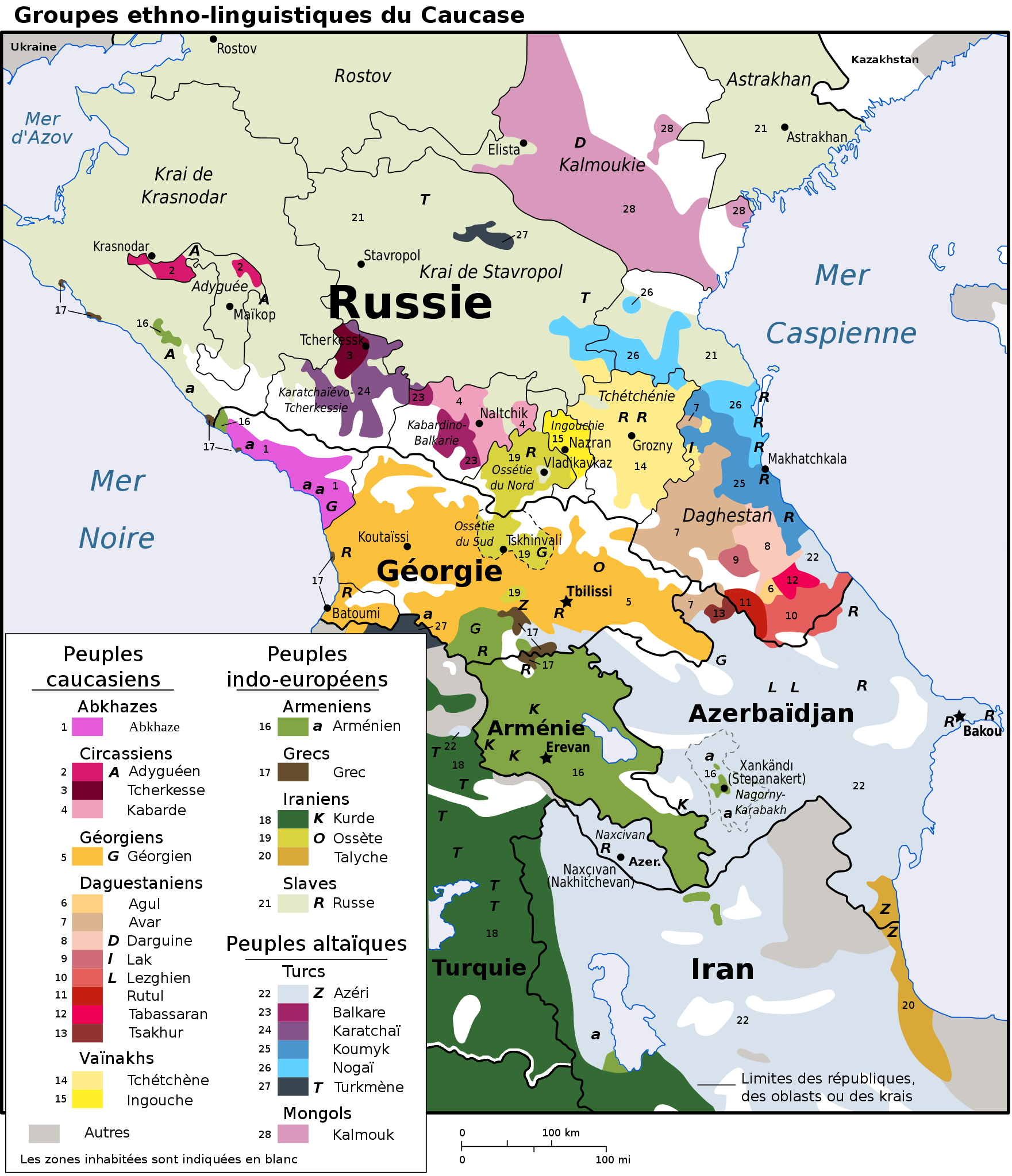
Ethnies et langues au Caucase.

### Démographie
| 2002      | 2010      | 2016      | 2019      | 2020      |
| --------- | --------- | --------- | --------- | --------- |
| 2 576 531 | 2 737 311 | 3 015 660 | 3 085 738 | 3 110 858 |

### Fécondité
| Année | Fécondité | Fécondité urbaine | Fécondité rurale |
| ----- | --------- | ----------------- | ---------------- |
| 1990  | 3,07      | 2,57              | 3,52             |
| 1991  | 2,94      | 2,36              | 3,45             |
| 1992  | 2,70      | 2,12              | 3,21             |
| 1993  | 2,46      | 1,81              | 3,00             |
| 1994  | 2,45      | 1,84              | 2,96             |
| 1995  | 2,41      | 1,77              | 2,92             |
| 1996  | 2,19      | 1,62              | 2,66             |
| 1997  | 2,10      | 1,50              | 2,58             |
| 1998  | 2,05      | 1,51              | 2,49             |
| 1999  | 1,87      | 1,39              | 2,25             |
| 2000  | 1,82      | 1,41              | 2,16             |
| 2001  | 1,79      | 1,39              | 2,12             |
| 2002  | 1,85      | 1,47              | 2,19             |
| 2003  | 1,81      | 1,40              | 2,19             |
| 2004  | 1,76      | 1,37              | 2,14             |
| 2005  | 1,70      | 1,31              | 2,06             |
| 2006  | 1,65      | 1,29              | 1,98             |
| 2007  | 1,81      | 1,41              | 2,17             |
| 2008  | 1,93      | 1,52              | 2,30             |
| 2009  | 1,91      | 1,52              | 2,28             |
| 2010  | 1,92      | 1,51              | 2,31             |
| 2011  | 1,98      | 1,39              | 2,58             |
| 2012  | 2,03      | 1,44              | 2,63             |
| 2013  | 2,02      | 1,40              | 2,65             |
| 2014  | 2,08      | 1,50              | 2,68             |
| 2015  | 2,02      | 1,51              | 2,55             |
| 2016  | 1,98      | 1,46              | 2,50             |
| 2017  | 1,91      | 1,42              | 2,40             |

### Données socio-économiques de l'évolution démographique
- Population : 2 576 531 (2002)
  - Urbains : 1 102 577 (42,8 %)
  - Ruraux : 1 473 954 (57,2 %)
  - Hommes : 1 242 437 (48,2 %)
  - Femmes : 1 334 094 (51,8 %)
- Femmes pour 1000 hommes : 1 074
- Âge moyen : 25,2 ans
  - Urbains : 25,1 ans
  - Ruraux : 25,2 ans
  - Hommes : 24,0 ans
  - Femmes : 26,3 ans
- Nombre de foyers : 570 036 (avec 2 559 499 habitants)
  - Urbains : 239 338 (avec 1 088 814 habitants)
  - Ruraux : 330 698 (avec 1 470 685 habitants)

### Groupes ethniques

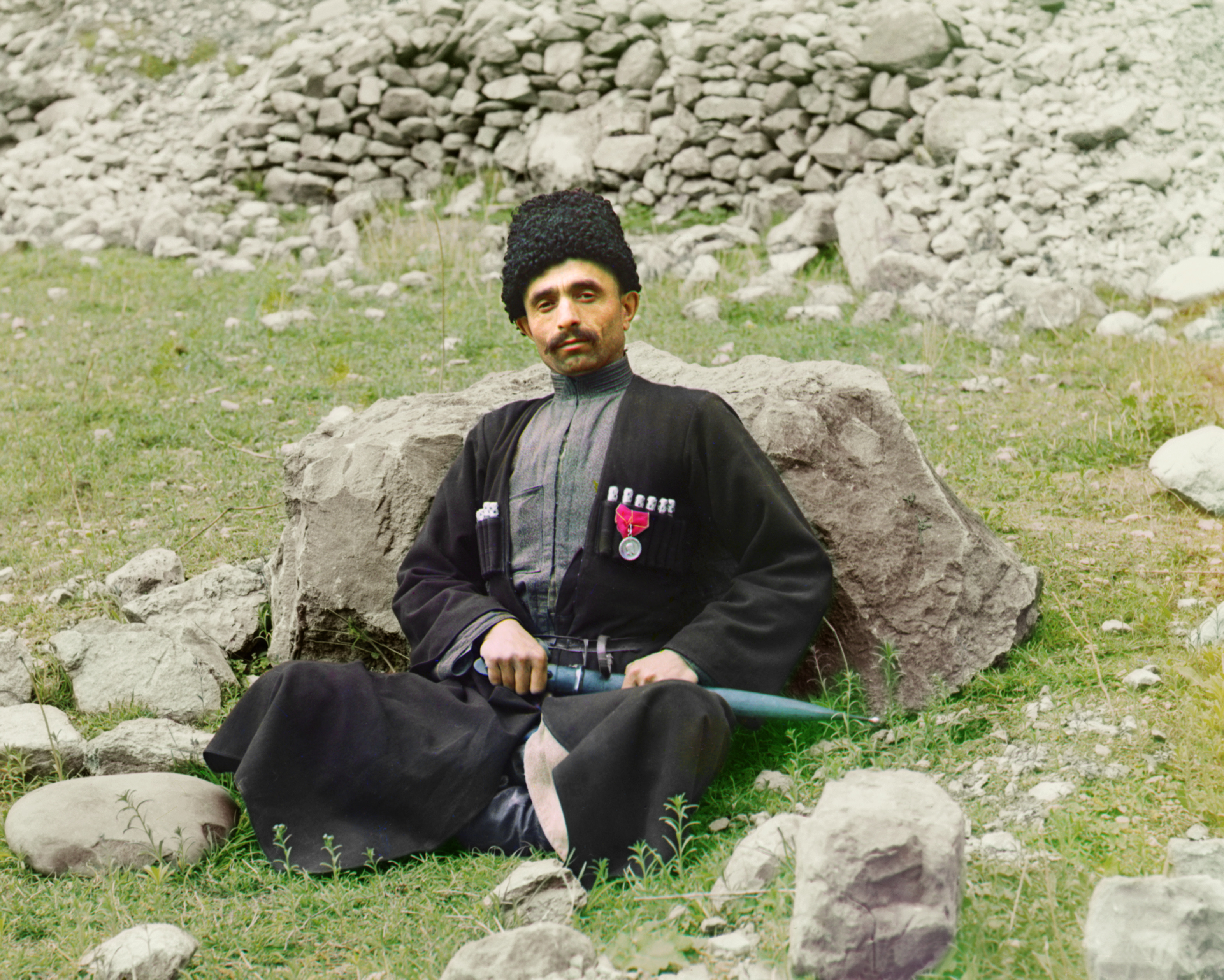
Daghestanais musulman au début du XX (photographie de Prokoudine-Gorski).

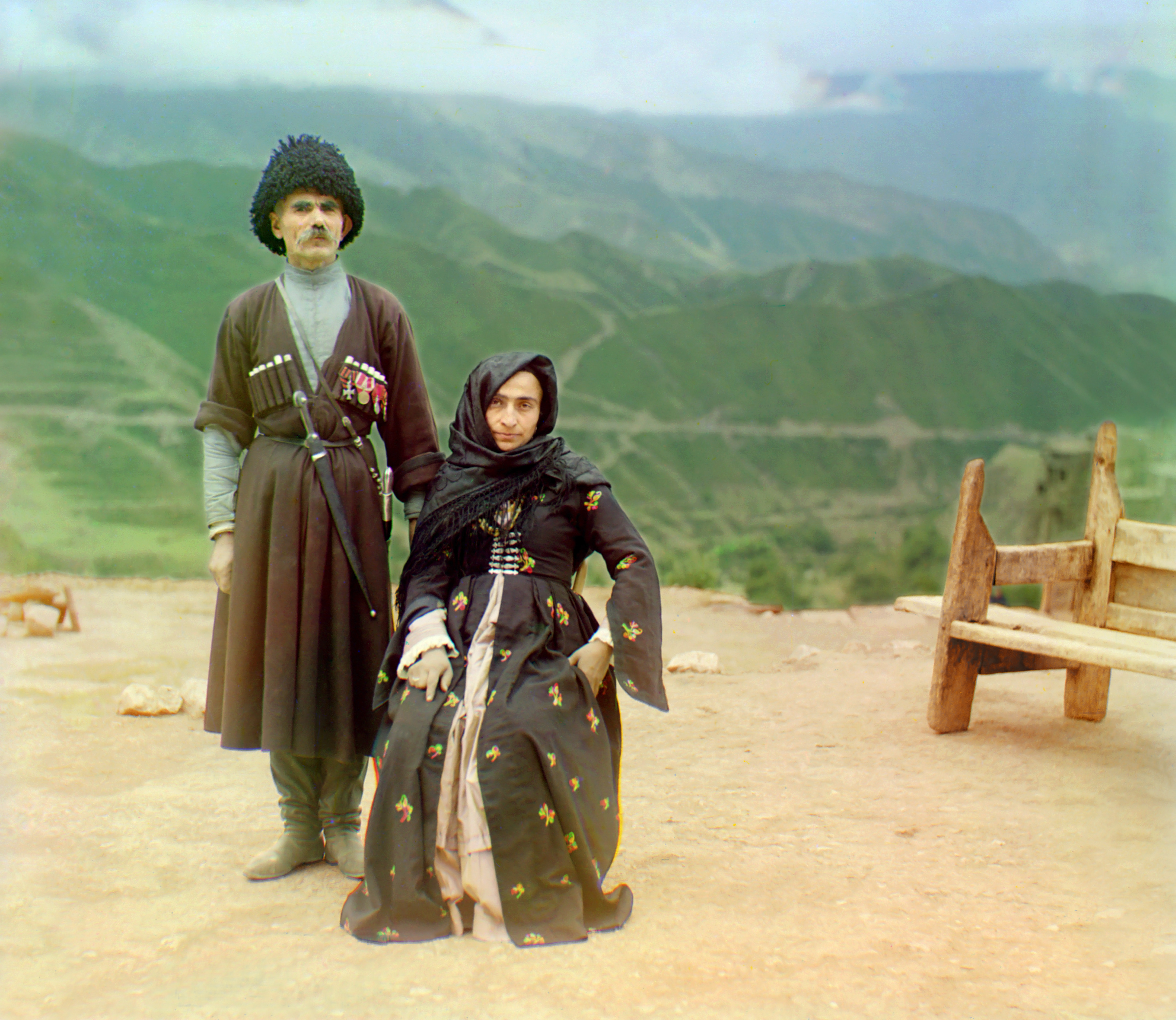
Couple de Daghestanais au début du XX (photographie de Prokoudine-Gorski).

Le Daghestan est la république culturellement la plus hétérogène de la Russie et aucun groupe ethnique n'y forme une majorité.
Le recensement russe de 2014 donne la répartition ethnique suivante :
- Peuples du Caucase — 80 % comprenant :
  - Avars— environ 758 438
  - Darguines — 425 526
  - Koumyks — plus de 365 804
  - Lezghiens — plus de 336 698
  - Laks — environ 139 732
  - Tabassarans — environ 110 152
  - Routouls — environ 24 298
  - Agouls (en) — environ 23 314
  - Tsakhours — environ 8 168
  - Nogaïs — environ 38 168
  - Azéris — environ 111 656
  - Tchétchènes — environ 87 920
  - Meskhètes — environ 15 000
- Russes — 9 %, environ 120 875
- Autres — 8 %, comprenant :
  - Tatars — moins de 4 659
  - Ukrainiens — environ 2 869
  - Juifs des montagnes — probablement moins de 1 478

Dans ces chiffres, les groupes ethniques numériquement faibles n'apparaissent pas : ils sont assimilés à l'un ou l'autre des peuples daghestanais mentionnés. C'est le cas notamment des Akhvakhs, des Andis, des Botlikhs, des Didos, des Ginoukhs (ces derniers, par exemple, ne sont qu'au nombre de 200), etc.

### Langues
On y parle une quarantaine de langues appartenant à quatre familles linguistiques distinctes :
- Famille nord-caucasienne :
  - Groupe du Centre-Nord : bats, ingouche et tchétchène
  - Groupe du Nord-Est :
    - Avar - andi - dido (akhvakh, andi, avar, bagwalal, bejta (kapuch), botlikh, chamalal, tsez ou dido, godoberi, hunzib, karata, khvarshi et tindi)
    - Darguine - lak (dargwa et lak)
    - Lezguien (agoul, artchi, budukh, khinalug, kryz, lezghien, oudi, routoul, tabassaran et tsakhour)

  - Groupe du Nord-Ouest : kabarde
- Famille sud-caucasienne :
  - géorgien
- Famille altaïque :
  - Mongol : kalmyk (kalmouk)
  - Langues turciques
    - kiptchak (karatchaï balkar, koumyk et nogaï)
    - oghouz (azéri et turkmène)
- Famille indo-européenne :
  - Iranien : ossète, tat
  - Arménien
  - Slave : russe

Selon la constitution du Daguestan, ses langues d'État sont le russe (langue véhiculaire ou en russe : язык межнационального общения - « langue de communication interethnique ») et localement treize langues locales (коренные языки) du Daghestan : avar, agul, azéri, dargwa, koumyk, lak, lezghien, nogaï, routoul, tabassaran, langue tat, tsakhour et tchétchène.

### Principales villes
| Ville              | Nom en russe      | Population (01.01.2020) |
| ------------------ | ----------------- | ----------------------- |
| Makhatchkala       | Махачкала         | 603 518                 |
| Khassaviourt       | Хасавюрт          | 145 109                 |
| Derbent            | Дербент           | 125 832                 |
| Kaspiisk           | Каспийск          | 123 988                 |
| Bouïnaksk          | Буйнакск          | 65 658                  |
| Izberbach          | Избербаш          | 60 453                  |
| Kizliar            | Кизляр            | 52 006                  |
| Kiziliourt         | Кизилюрт          | 48 719                  |
| Daguestanskie Ogni | Дагестанские Огни | 29 716                  |

## Religions
Religion au Daghestan (2012)
- Islam (83 %)
- Église orthodoxe russe (2,4 %)
- Christianisme non confessionnel (1 %)
- Religion populaire (2 %)
- Spirituel mais non religieux (9 %)
- Athéisme (2 %)
- Autres (0,6 %)

On pratique au Daghestan les trois religions monothéistes.
Les trois quarts des habitants professent l'islam sunnite. Les Azéris et une partie des Lezghiens (à majorité sunnites) professent l'islam chiite.
La minorité russe et les très petites minorités de Géorgiens et d'Ossètes professent le christianisme orthodoxe ; la très petite minorité arménienne est fidèle aux Églises des trois conciles. Ensemble, les chrétiens avoisinent les 11 % de la population.
Il existe aussi une minorité résiduelle de juifs des montagnes de souche perse, distincts des deux principaux groupes juifs, les ashkénazes et les séfarades, dont la plupart ont quitté le pays pour Moscou, Saint-Pétersbourg, Odessa, Israël ou les États-Unis.

## Politique

### Autorités
Le Daghestan est dirigé par le président puis par le chef de la république à partir de janvier 2014.
Le pays possède un parlement comprenant 72 députés élus pour un mandat de quatre ans, qui en est la plus haute autorité exécutive et législative.
Le 16 février 2006, Magomedali Magomedovitch Magomedov (forme russe de Mahomet-Ali Mahomet, fils de Mahomet) qui avait dirigé le Daghestan pendant plus de quinze ans, démissionne de ses fonctions de président du Conseil d'État. Moukhou Aliev (forme russe de Mohou Ali) est nommé président de la république par le président Poutine et confirmé par l'Assemblée populaire de la république du Daghestan le 20 février. Il est remplacé le 20 février 2010 par Magomedsalam Magomedov (Mahomet-Salam Mahomet, fils de Mahomet-Ali Mahomet), proposé par le président russe Dmitri Medvedev puis confirmé par l'Assemblée populaire. Il est lui-même remplacé en janvier 2013 par Ramazan Abdoulatipov (Ramazan Abdoul-Latif), dont la nomination est approuvée le 8 septembre suivant.
Fin 2017, le gouvernement russe lance une purge sans précédent contre le gouvernement du Daghestan, et fait emprisonner pour corruption plusieurs ministres et élus de Makhatchkala. La démission d'Abdoulatipov est acceptée le 3 octobre 2017 par le président Poutine qui nomme Vladimir Vassiliev pour lui succéder à titre intérimaire. Vladimir Abdoulaïevitch Vassiliev est le premier chef de la république depuis 1948 à n’être ni musulman ni issu d’une des grandes ethnies daghestanaises. Il a pour mission principale de purifier les comptes du Daghestan.
Enfin, Sergueï Melikov est nommé chef de la république à titre intérimaire par Vladimir Poutine en octobre 2020 avant d'être confirmé par un vote de l'Assemblée populaire le 14 octobre 2021.

### Armée et coopération militaire
Dépendant largement économiquement de la Russie, le Daghestan héberge une importante base navale russe installée à Kaspiisk depuis 2020. Celle-ci est devenue le centre de commandement de la marine du pays sur la mer Caspienne, d'importance hautement stratégique à l’échelle régionale.

### Terrorisme
Dès 2007, le Daguestan est menacé par la volonté d’établissement d’un « Émirat du Caucase » par le « président de la république tchétchène d'Itchkérie » Dokou Oumarov. Une vague de terrorisme islamiste frappe la république. Celle-ci est durement réprimée, notamment en prévision des Jeux olympiques d'hiver de 2014 situés à Sotchi, ce qui a pour conséquence la radicalisation de certains éléments. En 2017, la Russie devient le premier pays exportateur de combattants étrangers dans les rangs de l'État islamique, qui sont en majorité des Tchétchènes et des Daghestanais. Le pays est ainsi désigné comme un « terreau de l’islamisme ».
En juin 2024, des attaques dans la capitale Makhatchkala et dans la ville de Derbent visent des synagogues et des églises orthodoxes. Les autorités dénoncent des actes « terroristes » avec dix-neuf personnes tuées, dont quinze policiers, un prêtre orthodoxe et trois civils.

## Droit

### Histoire du droit
Dès le XVIIIe siècle, des imams daghestanais envisagent de résister aux conquêtes iraniennes en fédérant les populations locales à travers le droit islamique. Au XIXe siècle, les acteurs de l'expansion russe au Daghestan se mettent à étudier, analyser et codifier les pratiques juridiques des gens daghestanais, afin de les réinterpréter comme des formes d'adat susceptibles d'être appliqués par les juridictions impériales. Les savants russes tentent de conceptualiser des coutumes daghestanaises distinguables de la charia, car cela leur permet d'asseoir une légitimité qui ne soit pas celle des puissances résistantes dans le territoire, portées par des discours islamiques. Cela se révèle impraticable, étant donné que même si on retrouve dans les archives des traces de tensions entre des normes juridiques pré-islamiques et la jurisprudence islamique, par exemple en droit des successions au XVIIe siècle, l'islamisation a donné lieu à une synthèse et une adaptation inextricables des deux. En réaction à cette attention particulière portée par les pouvoirs russes à l'adat , les juristes daghestanais se tournent davantage vers la méthode d'interprétation du droit islamique fondée sur les raisonnements systématiques, appelée ijtihad. Ils s'inspirent de réflexions d'érudits yéménites, dont ils ont eu connaissance à travers des voyageurs dès le XVIIe siècle. Les débats sur ce rôle particulier de l'ijtihad prennent un tour particulier avec les projets de codification russes, avec une tendance dans les études russophones à opposer ijtihad et taqlid alors que les études en langue arabe ne font pas état d'un tel problème.

### Actualité
De nombreuses formes de tribunaux sont pratiquées au Daghestan en se fondant sur des normes diverses, ce qui est appelé par une partie de la littérature un cas de pluralisme juridique. Les codes rédigés par les Russes afin de fixer un adat n'y sont généralement pas utilisés.

## Économie

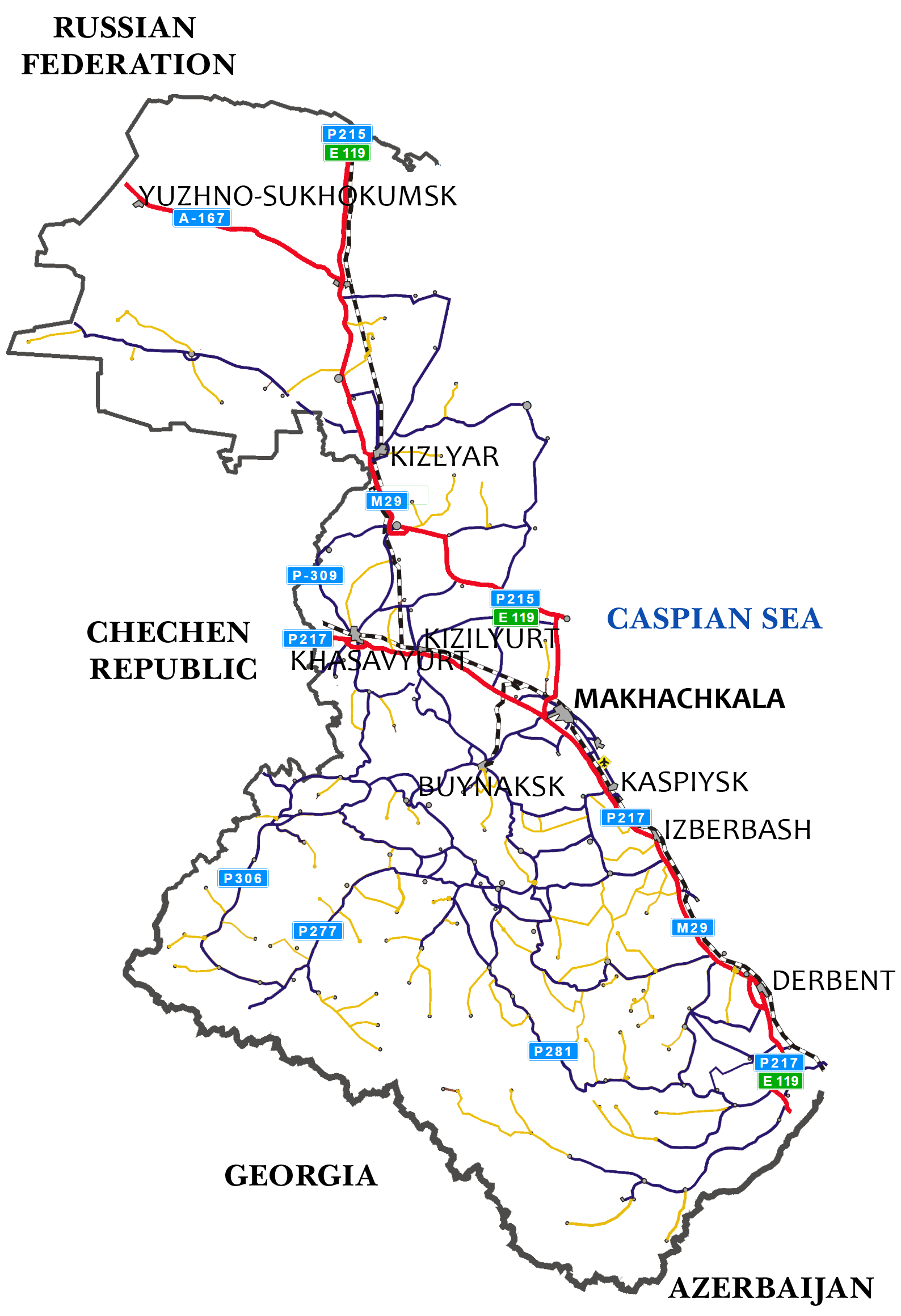
Carte routière du Daghestan

### Répartition des secteurs dans le PIB du Daghestan
Le Daghestan est la république la moins urbanisée du Caucase.
En 2000, l'économie du Daghestan se répartit ainsi :
- industrie : 24 % ;
- agriculture : 35 % ;
- bâtiment : 26 % ;
- transport et communications : 5 % ;
- commerce et services : 9 % ;
- autres : 1 %.

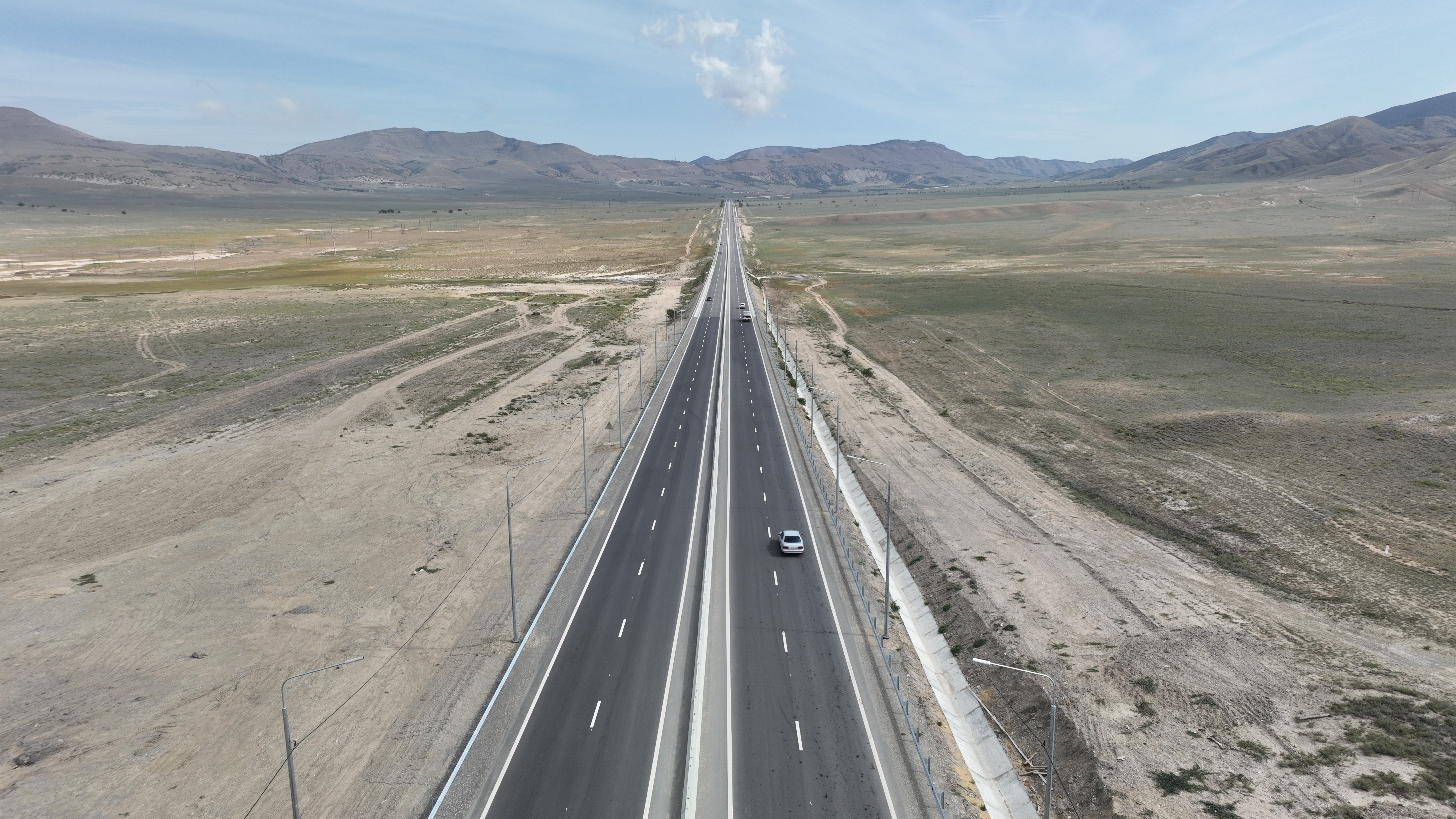
La 82K-005 entre Bouïnaksk et Makhatchkala.

Les industries importantes incluent la transformation des produits alimentaires, la production d'électricité, l'extraction du pétrole, la fabrication de machines, la chimie, et la fabrication d'instruments. Les exportations principales du Daghestan sont le pétrole et le carburant. Les produits agricoles importants incluent les poissons de la mer Caspienne, le vin et les liqueurs, et divers fruits.
L'élevage des ovins est essentiel à l'économie du Daghestan : la laine sert à la confection des tapis et la viande se consomme en brochettes.
Depuis deux mille ans, les Daghestanais martèlent l'argent. Orfèvres réputés, ils incrustent leurs bijoux d'ambre et de turquoises. Le costume national festif ainsi décoré pèse plus de 25 kilos.

### Production pétrolière
Le potentiel en pétrole du Daghestan est assez modeste, constitué de nombreux petits puits avec de faibles réserves alors qu'il n’y a pas de gros gisements suffisamment rentables pour développer des infrastructures comme des raffineries. La production diminue depuis 1991 tandis que les géants russes Rosneft et Gazprom, gardent la mainmise sur les exploitations de taille moyenne.
Les réserves de gaz sont estimées beaucoup plus importantes, et pourraient permettre au Daghestan d’atteindre l’autosuffisance pendant plusieurs décennies.

### Un carrefour stratégique
Le Daghestan est traversé par des voies de transport de matières premières, dont Moscou dépend, comme les gazoducs Mozdok (Ossétie du Nord) et Kazi Magomed (Azerbaïdjan), et l’oléoduc Bakou-Novorossiïsk de 1 330 km, qui relie depuis 1997 la capitale de l’Azerbaïdjan à la côte russe de la mer Noire, en passant par Makhatchkala. Concurrencé depuis 2006 par l’oléoduc Bakou-Tbilissi-Ceyhan (BTC) à destination de l’Europe, le gouvernement russe lui a donné un second souffle en 2010 en le reliant au gisement offshore de Yuri Korchagin, le premier exploité par la Russie dans la mer Caspienne.
En sortie de ces pipelines, le port de Makhatchkala est un maillon essentiel pour accueillir les tankers et assurer l’acheminement vers l’ouest des hydrocarbures extraits de Russie, Turkménistan et Kazakhstan.
Traversé ainsi depuis plusieurs décennies par des voies de transport de matières premières, particulièrement de gaz et de pétrole, le Daghestan est en proie à une corruption endémique dans les années 2000-2010.

### Conjoncture économique récente
À la fin des années 2010, l'économie du Dagestan est peu diversifiée et souffre de la désindustrialisation. Dans ce contexte, le Daghestan se repose essentiellement sur les transferts budgétaires fédéraux, alors que 70 % du budget annuel de la république du Daghestan, soit environ un milliard de dollars par an, sont alloués par Moscou. Certains experts estiment que le Kremlin a freiné l’émancipation économique du Daghestan et favorisé sa dépendance aux transferts budgétaires, afin d’éviter tout risque d’indépendantisme.
Le taux de chômage à la fin des années 2010 était d’environ 25 %. L'industrie et le tourisme sont considérés comme des investissements d'avenir pour revitaliser la région, auxquels doivent s'ajouter la lutte contre la corruption et une refonte de la fiscalité.

## Sports

### Football

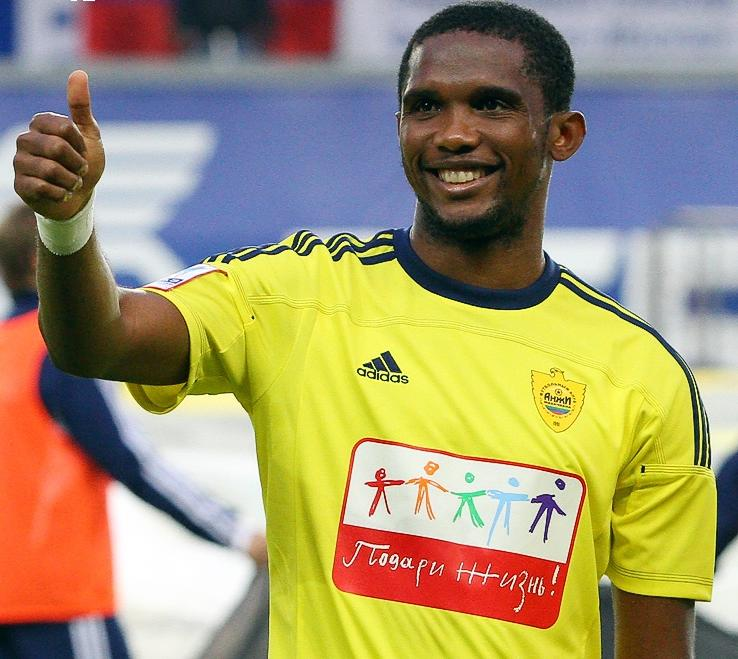
Le footballeur camerounais Samuel Eto'o avec le maillot de l'Anji Makhatchkala

Le club de football de la ville de Makhatchkala est l'Anji Makhatchkala. Après son rachat en 2011 par le milliardaire local Suleyman Kerimov, le club change de dimension et investit dans des joueurs de renommée internationale, notamment les internationaux brésilien et camerounais Roberto Carlos et Samuel Eto'o. L'équipe reconstituée connaît de bonnes performances pour sa première saison avec une cinquième place en championnat et une qualification en Ligue Europa. Le club est à nouveau renforcé en février 2012 par la nomination de Guus Hiddink au poste d'entraîneur et en août par l'arrivée de l'international français Lassana Diarra.
Le club connaît un très bon début de saison 2012-2013 qui le voit se placer deuxième du championnat russe à l'issue de la phase aller et se qualifier pour les seizièmes de finale de la Ligue Europa. La deuxième partie de saison est plus compliquée en championnat tandis que l'Anji décroche petit à petit par rapport aux autres concurrents au titre et termine la saison à la troisième place avec onze points de retard sur le CSKA Moscou tandis qu'il est éliminé en huitièmes de finale de la Ligue Europa par Newcastle United.

### Arts martiaux
En avril 2018, Khabib Nurmagomedov, originaire du Daghestan, remporte le titre de champion du monde des poids légers de l'Ultimate Fighting Championship (UFC), plus grande organisation mondiale d'arts martiaux mixtes (MMA) lors de l'UFC 223. Il bat Al Iaquinta (en), par décision unanime, après que l'Irlandais Conor McGregor a été déchu de son titre en raison de son inactivité. En octobre 2018, Nurmagomedov défend son titre en battant McGregor. Il est acclamé à son retour par près de 10 000 fans au stade de l'Anji Makhatchkala.
En parallèle, la reconnaissance de la réputation du Daghestan comme place forte pour la formation de combattants ne cesse de s’affirmer avec l’émergence de nombreux professionnels d’arts martiaux reconnus, notamment en lutte et en MMA[réf. souhaitée].
Dans le sillage de Khabib Nurmagomedov, d’autres professionnels originaires de cette république du Caucase, comme Islam Makhachev, Magomed Ankalaev, Zabit Magomedsharipov, Sharaputdin Magomedov et le Français Nassourdine Imavov se distinguent par de bons résultats dans les plus grandes organisations sportives, notamment à l'UFC. En 2022, le cousin de Khabib Nurmagomedov, Usman Nurmagomedov est sacré champion des poids-légers de l’organisation Bellator.